# Filipp Ivanovich Golikov
Filipp Ivanovich Golikov (tiếng Nga: Фили́пп Ива́нович Го́ликов, đọc là Philíp Ivannôvích Gôlicốp; 30 tháng 7 năm 1900 – 29 tháng 7 năm 1980) là một sĩ quan chỉ huy của Hồng quân Liên Xô. Ông được phong quân hàm Nguyên soái Liên Xô vào năm 1961.

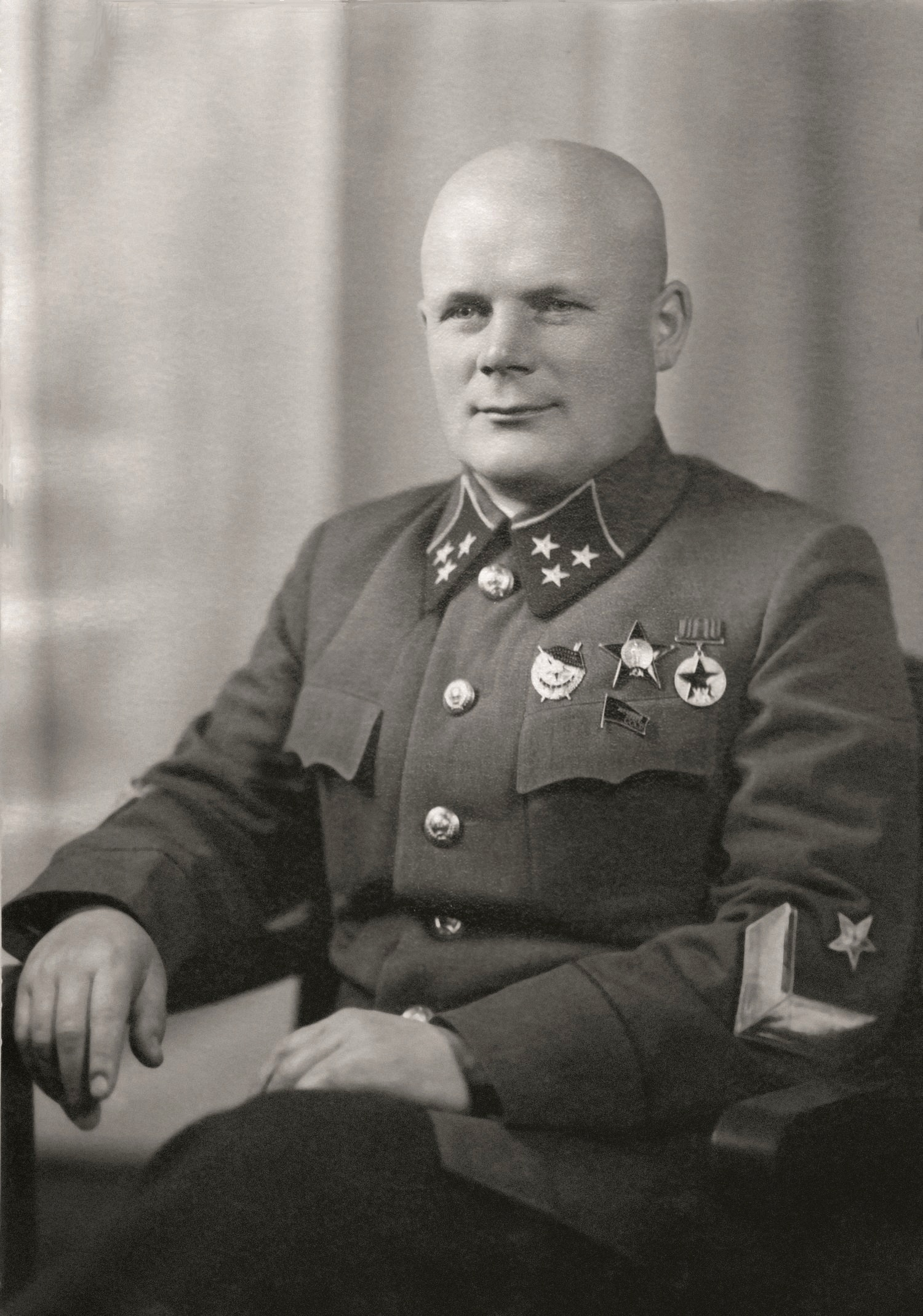
Filipp Ivanovich Golikov trong thời gian làm Giám đốc Cục Tình báo Trung ương Liên Xô (GRU)

F. I. Golikov tham gia Hồng quân ngay trong cuộc Nội chiến Nga. Ngay trước khi Chiến tranh Vệ quốc vĩ đại bùng nổ, Golikov được bổ nhiệm là tư lệnh Tập đoàn quân số 6 khi Liên Xô tấn công Ba Lan vào năm 1939 và sau đó, từ năm 1940 đến 1941 ông làm Giám đốc Cục tình báo Trung ương Liên Xô (GRU), trực tiếp chỉ đạo các hoạt động của các phái đoàn quân sự Liên Xô tại Hoa Kỳ và Vương quốc Anh. Trong Cuộc chiến tranh vệ quốc vĩ đại, Golikov là Tư lệnh của Phương diện quân Bryansk (1942) và Phương diện quân Voronezh (1942–1943), trước khi được bổ nhiệm làm Thứ trưởng Bộ quốc phòng vào tháng 4 năm 1943, ở vị trí này ông tham gia tổ chức cho các tù binh chiến tranh Liên Xô được hồi hương. Sau chiến tranh, F. I. Golikov đảm nhận nhiều vị trí khác nhau trong Bộ quốc phòng.